# Rażanou
Rażanou (biał. Ражаноў; ros. Рожанов, Rożanow) – wieś na Białorusi, w obwodzie homelskim, w rejonie oktiabrskim, w sielsowiecie Pareczcza, nad Ptyczą.